# یک پسر یک دختر
یک پسر یک دختر (به هندی: Ek Ladka Ek Ladki) فیلمی محصول سال ۱۹۹۲ و به کارگردانی ویجی ساداناه است. در این فیلم بازیگرانی همچون سلمان خان، نیلم کوتهاری، انوپم کهیر، آسرانی، تیکو تالسانیا ایفای نقش کرده‌اند.

## داستان
یک دختر ثروتمند به نام رینو (نیلم کوتهاری) از آمریکا به هند می‌آید روزی رینو برای قایق‌سواری به دریاچه می‌رود عمویش بهاواتی پراساد (انوپم کهیر) که قصد دارد ثروت برادرزاده اش را تصاحب کند قایق را غرق می‌کند و فکر می‌کند رینو مرده است سپس عده ای از ماهی گیران بدن نیمه جان رینو را پیدا می‌کنند اما او حافظه اش را از دست داده است.
رینو را به اداره پلیس می‌برند و پسری به نام راجا (سلمان خان) که از قبل رینو را می‌شناسد و سر شکستن تخم مرغ‌هایش از او کینه دارد نزد پلیس می‌رود و برای گرفتن انتقام آدرس او را به پلیس می‌دهد و خود را همسر او معرفی می‌کند و می‌گوید اسم همسرش رانی است.
او به سه فرزند خوانده اش می‌گوید نام او را رانی صدا کنند و به او مادر بگویند رانی ابتدا نمی‌تواند با زندگی روستایی راجا کنار بیاید اما پس از مدتی به این سبک زندگی عادت می‌کند و در نهایت رانی که همان رینو است به خانهٔ راجا نظم می‌دهد و باعث پیشرفت تحصیلی فرزندان او می‌شود. چند ماه بعد وکیل رینو به عمویش می‌گوید با توجه به مفقود شدن او باید جسدش پیدا شود وگرنه تا آن زمان همه املاک و اموال توقیف می‌شود. عموی رینو برای یافتن او جایزه تعیین می‌کند و چند نفر با دادن آدرس محل او را نشان می‌دهند بهاواتی پراساد که مطمئن است رینو مرده است از برادر زنش که مرکوته نام دارد می‌خواهد به آن جا برود تا این زن که شبیه رینو است را پیدا کند و سپس با کشتن او ادعا کند رینو مرده است. اما وقتی مرکوته به آن جا می‌رود می‌فهمد که این همان رینو است که حافظه اش را از دست داده است.
وقتی بهاواتی پراساد به خانه راجا می‌رود رینو با دیدن او همه چیز را به خاطر می‌آورد و پس از یک درگیری میان راجا و دوستش با افراد بهاواتی پراساد، مأموران پلیس سر می‌رسند و آن‌ها را دستگیر می‌کند. رینو که همه چیز را به خاطر آورده است نسبت به راجا و سه بچه همراه او احساس بدی پیدا می‌کند و از آن‌ها دور می‌شود. در پایان هنگامی که رینو قصد سفر به آمریکا را دارد با مرور خاطراتش دلتنگ بچه‌ها و راجا می‌شود و درنهایت از سفر منصرف می‌شود و به خانه آن‌ها بازمی‌گردد.